# San Juanico, Michoacán
San Juanico är en ort i Mexiko.   Den ligger i kommunen Tingüindín och delstaten Michoacán de Ocampo, i den centrala delen av landet, 400 km väster om huvudstaden Mexico City. San Juanico ligger 1 684 meter över havet och antalet invånare är 463.
Terrängen runt San Juanico är kuperad norrut, men söderut är den platt. Runt San Juanico är det ganska tätbefolkat, med 54 invånare per kvadratkilometer. Närmaste större samhälle är Tingüindín, 4,1 km söder om San Juanico. I omgivningarna runt San Juanico växer huvudsakligen savannskog.